# University of Lethbridge
Die kanadische University of Lethbridge (im englischen Sprachgebrauch U of L) (deutsch Universität Lethbridge) wurde im Jahr 1967 als dritte staatliche Universität der Provinz gegründet und befindet sich in Lethbridge, Kanada. Daneben befindet sich je ein Campus in Calgary und Edmonton.
Die Hauptgebäude befinden sich entlang des „Coulee“ auf der Westseite des Oldman River.

## Geschichte
Die Geschichte der Universität Lethbridge beginnt im Jahr 1957 mit der Gründung des Lethbridge Junior College. Es handelte sich um das erste öffentliche Junior College in Kanada mit einem einjährigen Universitätskurs. 1964 begann die Universitätssektion des Colleges zweijährige sozial- und geisteswissenschaftliche (arts) sowie naturwissenschaftliche Kurse (science) anzubieten. 1966 beschloss das Parlament auf Vorschlag des damaligen kanadischen Bildungsministers R. H. McKinnon eine dritte unabhängige Universität einzurichten. Ein Jahr später nahm die University of Lethbridge ihren regulären Betrieb mit den Fakultäten für Arts and Science und Education auf. 1980 kam schließlich die School of Nursing und 1981 die School of Management dazu. 1984 wurde die School of Fine Arts eröffnet.
1994 erreichte die Studentenzahl mehr als 10.000 Studierende.

## Fakultäten

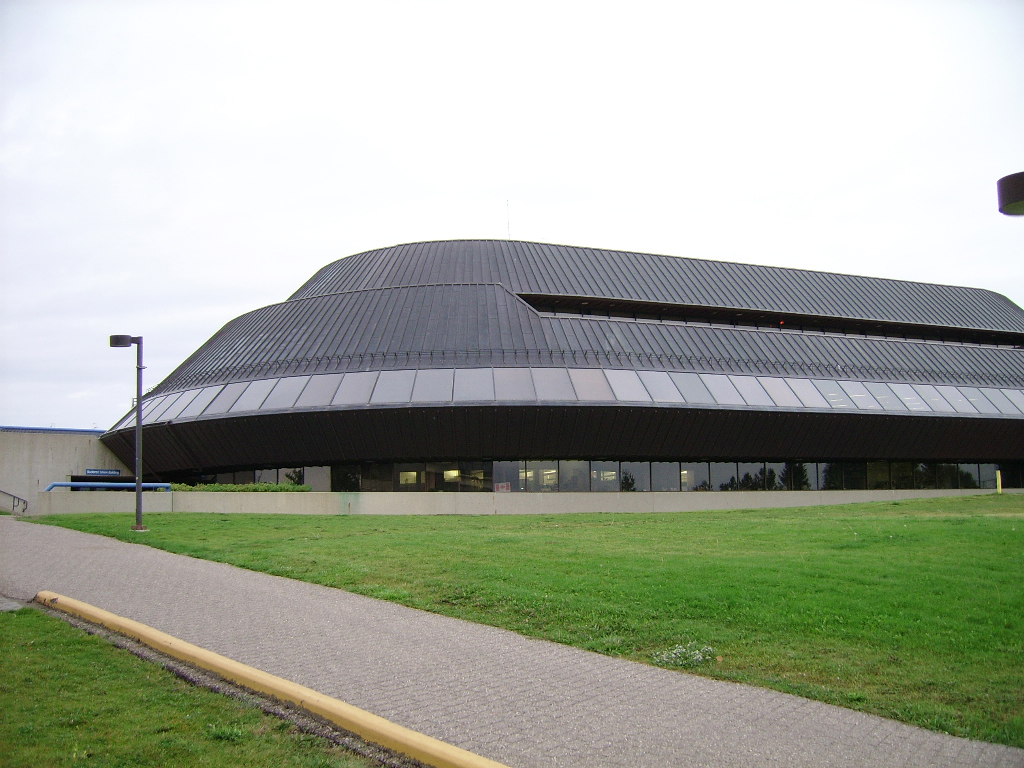
Gebäude der Studentenvereinigung (Students’ Union) der University of Lethbridge

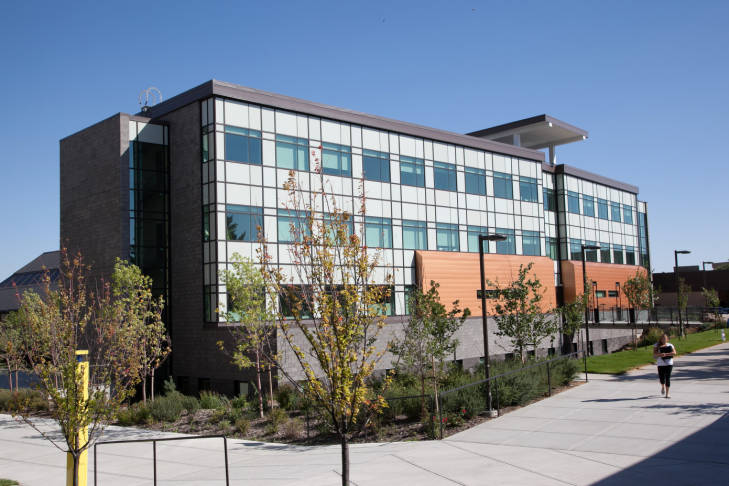
Gebäude der Fakultät für Bildung

Die Universität bietet mit Stand 2021 über 150 Kurse für Studieneinsteiger an sowie 70 Studiengänge zum Master, Diplom oder Doktorgrad. Sie besitzt mit Stand 2021 folgende Fakultäten:
- Künste und Wissenschaft (Arts and Science), einschließlich Mathematik, Philosophie, Psychologie, Moderne Sprachen
- Wirtschaftswissenschaften (Dhillon School of Business)
- Bildung/Pädagogik (Education)
- Kunst (Fine Arts), einschließlich Musik oder neue Medien
- Gesundheitsbereich (Faculty of Health Sciences), beispielsweise Pflege und Suchtberatung
- Graduiertenausbildung (School of Graduate Studies)

Die Faculty of Arts and Science bietet 9 sogenannte „pre-professional programs“ in Zahnmedizin, Ingenieurwissenschaft, Journalismus, Jura, Medizin, Ernährungswissenschaft, Optik, Sozialarbeit und Veterinärmedizin an.

## Zahlen zu den Studierenden
Von den 8.702 Studenten im Herbst 2020 waren 5.246 weiblich (60,3 %). 7.956 der Studierenden (91,4 %) strebten ihren ersten Studienabschluss an, sie waren also undergraduates. 746 Studierende machten einen Master oder eine Doktorarbeit, sie waren postgraduates. 904 Studierende (10,4 %) waren keine kanadischen Staatsbürger und damit internationale Studenten.

## Bekannte Wissenschaftler aus Lethbridge
- Evelyn Crystal Pielou (1924–2016), Professorin für Mathematische Ökologie; wesentliche Beiträge zur statistischen Erfassung der Artgleichheit (Evenness) (Pielou-Gleichheitsindexes).